# Apamea sublustris
Apamea sublustris là một loài bướm đêm thuộc họ Noctuidae. Nó được tìm thấy ở miền trung và miền nam châu Âu (bao gồm miền nam Đảo Anh), Thổ Nhĩ Kỳ và Kavkaz.
Sải cánh dài 42–48 mm. Con trưởng thành bay từ tháng 6 đến tháng 7.
Ấu trùng ăn các loài the roots of nhiều loại cỏ, bao gồm Festuca.

## Hình ảnh

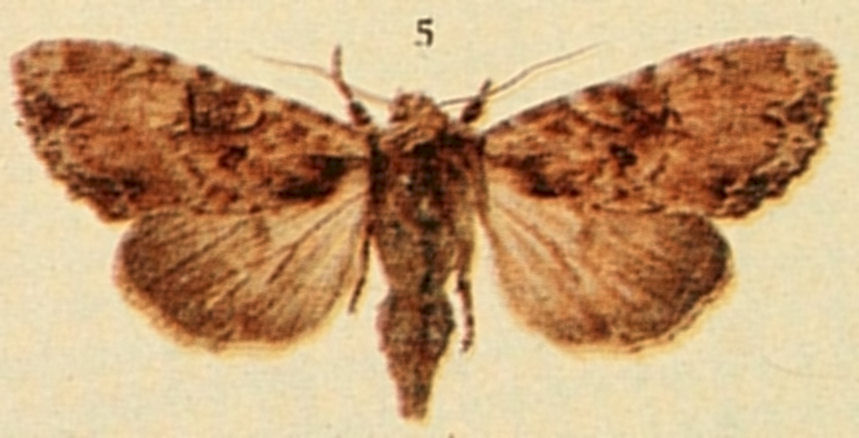
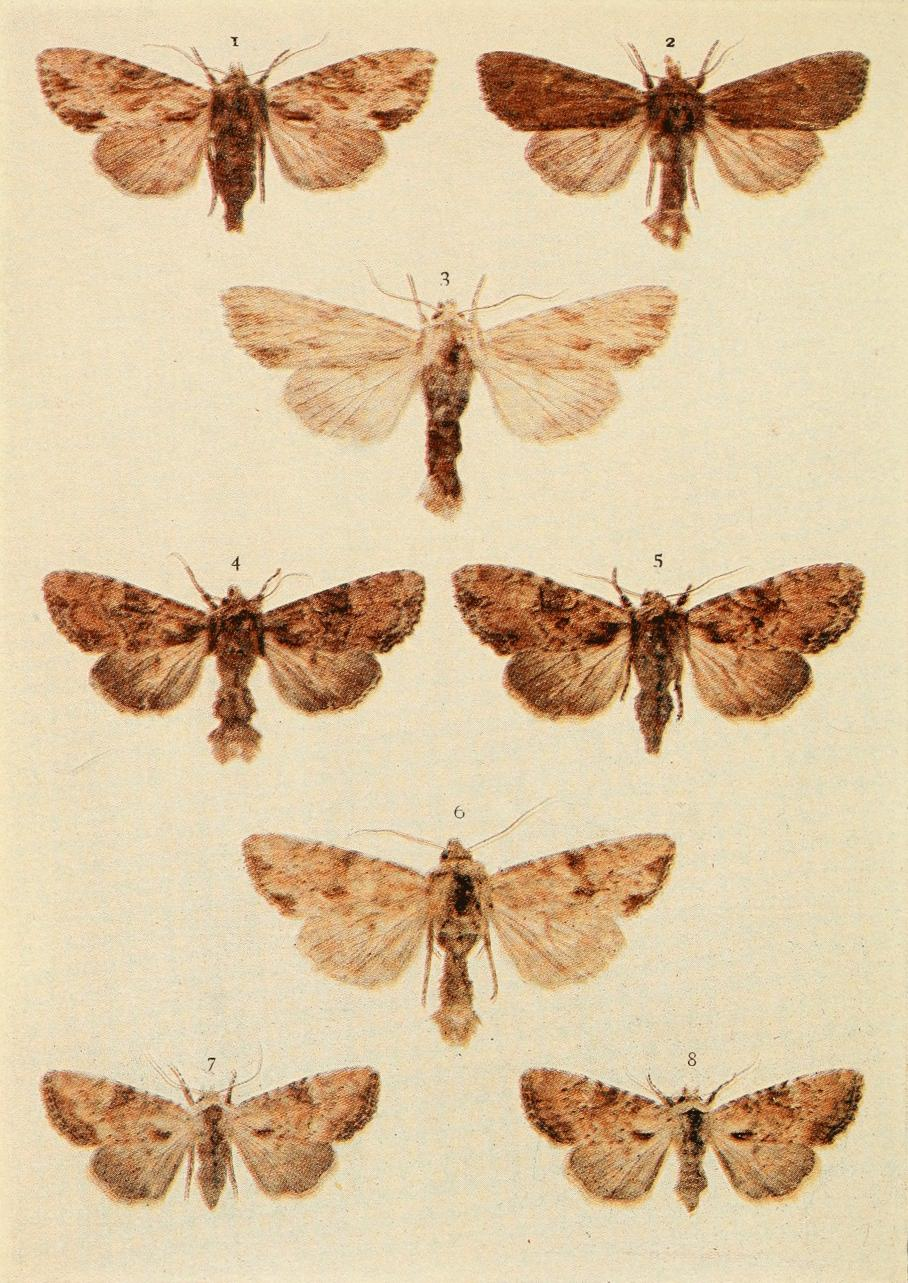